# 008
008 je album z roku 1996, které se skupinou Indigo nahrál Peter Nagy. Ten je také autorem textů i hudby u všech skladeb, s výjimkou písně „Route 66“, na které se podílel Peter Farnbauer. Album bylo nahráno v bratislavském studiu „Relax“.
Toto album se proslavilo také ve východní Evropě, obzvláště v Rusku, avšak nepatří mezi nejslavnější.[zdroj?] Je to jeho osmé původní vydané album. Předchozí (8.) Revolver & muzika (1993) a následující (10.) 99 watt (1998).

## Seznam skladeb
1. „Waikiki raga“
2. „Krič Mama“
3. „Bye Bye America“
4. „Lúbim ťa“
5. „Krásny zadok“
6. „Hollywood (je daleko)“
7. „Baham Conga“
8. „Škuľavý psík“
9. „I Love You Still“
10. „Výťah“
11. „Route 66“
12. „Keď sa ženy pobijú“